# Naidinae
Naidinae — підродина малощетинкових червів родини Naididae.

## Опис
Це прозорі водні рухливі хробаки 2-25 мм завдовжки. Їхні статеві органи розташовані у сегментах IV і V. Деякі види мають прості очі, що є винятковим для олігохет.

## Спосіб життя
Більшість видів мешкають у прісній воді, деякі в області морської літоралі. Деякі види широко поширені, тому, незважаючи на свої невеликі розміри, деякі з них уже у 18-му столітті були науково описані (наприклад, Stylaria lacustris Linnaeus, 1767, Nais elinguis Müller, 1774).
Вони живляться дрібними організмами (водорості, коловертки, дрібні ракоподібні тощо).

## Класифікація
У підродині виділяють 22 роди і близько 100 видів.
- Allodero
- Allonais
- Amphichaeta
- Arcteonais
- Aulophorus
- Bohemilla
- Bratislavia
- Caecaria
- Chaetobranchus
- Chaetogaster
- Copopteroma
- Dero
- Haemonais
- Homochaeta
- Lurco
- Macrochaeta
- Mutzia
- Naidium
- Nais
- Neonais
- Ophidonais
- Opsonais
- Osaka
- Papillonais
- Paranais
- Piguetiella
- Pristina
- Pristinella
- Proto
- Pseudochaetogaster
- Pterostylarides
- Rhopalonais
- Ripistes
- Schmardaella
- Serpentina
- Slavina
- Specaria
- Stephensonia
- Stylaria
- Uncinais
- Uronais
- Veterovermis
- Wapsa